# Conselho Executivo de Macau
O Conselho Executivo de Macau é um órgão consultivo criado para aconselhar e ajudar o Chefe do Executivo de Macau na tomada de decisões. Este órgão político é composto por 7 a 11 conselheiros com um mandato de 5 anos, sendo estes nomeados pelo Chefe do Executivo de entre os titulares dos principais cargos do Governo da RAEM, os deputados à Assembleia Legislativa e as figuras públicas de destaque .
O Chefe do Executivo, que preside também o Conselho Executivo, deve sempre convocar, consultar e reunir com o Conselho Executivo antes da tomada de decisões importantes, de entre as quais a apresentação de propostas de lei à Assembleia Legislativa, a definição de regulamentos administrativos e a dissolução da Assembleia Legislativa. A nomeação e exoneração do pessoal, as sanções disciplinares e as medidas adoptadas em caso de emergência não precisam de ser levadas ao Conselho Executivo para serem ponderadas e discutidas. Se o Chefe do Executivo não concordar com a opinião da maioria dos membros deste órgão consultivo, ele deve apresentar razões específicas para justificar a sua discordância e recusa .
O Conselho Executivo deve ser convocada e reunida, pelo menos, uma vez por mês, podendo este funcionar só quando estiver presente a maioria dos seus membros. Estas reuniões não são públicas, mas o Chefe do Executivo pode convidar pessoas para assisti-las, quando julga que é necessário .

## Membros
Actualmente, o Conselho Executivo é composto por 11 conselheiros, nomeados pelo Chefe do Executivo Ho Iat Seng em 2019 para um mandato de 5 anos. Os membros do Conselho Executivo são:
- Cheong Weng Chon;
- Leonel Alberto Alves;
- Peter Lam Kam Seng;
- Chan Chak Mo;
- Frederico Ma Chi Ngai;
- Lee Chong Cheng;
- Chan Ka Leong;
- Iau Teng Pio;
- Ieong Tou Hong;
- Zhang Zong Zhen;
- Chao Weng Hou.

Cheong Weng Chon é o actual porta-voz do Conselho Executivo.